# Asiago
Asiago (italijanska izgovorjava: [aˈzjaːɡo]; beneško Axiago, Cimbrian Slege, nemško Schlägen [ˈʃlɛːɡn̩]) je manjše mesto (približno 6500 prebivalcev) na planoti (Altopiano di Asiago ali Altopiano dei Sette Comuni) v pokrajini Vicenza v deželi Benečija v severovzhodni Italiji, v bližini meje med deželama Benečija in Trentinsko - Zgornje Poadižje/Južna Tirolska ter na vznožju Alp. Približno enako (60 km) je oddaljeno od Trenta na zahodu in Vicenze na jugu. Iz regije Asiago izvira istoimenski sir Asiago. 
Mesto je pomembno italijansko smučarsko središče, v bližini je bil zgrajen astrofizikalni observatorij Asiago, s katerim upravlja Univerza v Padovi.

## Geografija
Asiago se nahaja v Vicentinskih Alpah, na približno 1000 m nadmorske višine. Mestece, obdano z gorami, visokimi do 2341 m, je središče sedmih skupnosti (italijansko Sette Comuni), naseljenih na planoti nad Vicenzo in Bassano del Grappa.

## Zgodovina
Obsežno planoto Asiago v južnem vznožju Alp so okoli leta 1000 poselili in obdelovali nemško govoreči kmetje z bavarsko-tirolskega območja. Sedem nemških mest, ki so se razvijala, se je združilo v Zvezo sedmih občin. Potem ko so sosednji dominioni priznali njihove pravice in samoupravo, je sedem občin oblikovalo večinoma neodvisno nemško kmečko republiko, ki je trajala od 1310 do 1807. S priznanjem posebnih pravic je sedem občin našlo zaščito pri močnih sosedih, najprej pri Scaligerih iz Verone, nato tudi pri Viscontijih iz Milana.
Statuti sedmih skupnosti, napisani 29. junija 1310, nosijo naslov: »Dise saint Siben, Alte Komeun, Prudere Libe«" (Dragi bratje, to je sedem starih skupnosti). Leta 1405 so se podredili Beneški republiki, ki jim je priznala statut in posebne pravice (npr. pravico do svobodnega nošenja orožja).
Leta 1796 je sedem občin z Benečijo postalo del Avstrije. Med napoleonskimi vojnami se je oblast večkrat zamenjala. Leta 1807 je Napoleon Bonaparte odpravil poseben statut sedmih skupnosti in s tem njihovo neodvisnost. Do konca napoleonske dobe so morali novoizvoljeni župniki imeti preizkusno pridigo v italijanščini in cimbrijščini.
Leta 1815 je območje pripadlo Avstriji in postalo del avstrijskega cesarstva v okviru Lombardije-Benečije. Ne zavedajoč se razmer na planoti, je avstrijska uprava uvedla italijanščino kot šolski in uradni jezik in s tem sprožila italijanizacijo celotne planote.
Leta 1866 je bila planota kot del italijanskega Risorgimenta z Benečijo priključena Kraljevini Italiji. Čeprav so se medtem začeli za nemški jezikovni otok zanimati tudi nemški folkloristi, se je po združitvi Italije hitro pospešila italijanizacija. Takrat so večino krajevnih imen poitalijančili. Prvi etnologi, ki so obiskali jezikovni otok, so pod vplivom romantike poskušali njegov obstoj razložiti z vračanjem k zgodnjim germanskim značilnostim v Italijo. Menili so, da so bili Germani sedmih cerkva potomci germanskih Cimbrov, ki so se v poznem 2. stoletju pr. n. št. preselili v Italijo in so jih Rimljani porazili. Samopoimenovanje »Zimbern«, ki se danes pogosto uporablja na majhnih nemških jezikovnih otokih v severni Italiji, izhaja iz te napačne predpostavke.
Leta 1910 je začela obratovati regionalna železnica od Rocchetteja do Asiaga. S tem se je mesto povezalo s prometnim sistemom države.
Ko je med prvo svetovno vojno italijansko-avstrijska fronta potekala prav po visoki planoti Sedmoglavih občin, so prebivalce preselili v Padsko nižino, kjer jim je bila prepovedana uporaba njihovega nemškega narečja. Mnogi se sploh niso vrnili v porušeno domovino, tako da je bila nemška tradicija močno zatirana.
Mesto je bilo prizorišče velike bitke med avstrijskimi in italijanskimi silami na alpski fronti prve svetovne vojne.
Fašizem (1922-1943) je zadnjim ostankom nemškega jezika in kulturnega življenja zadal smrtni udarec s prepovedjo uporabe nemškega narečja v zasebni in družinski rabi.
Danes so na planoti le še skromni ostanki nemškega jezika in tradicije. Predvsem v podeželskem življenju so se ohranili številni izrazi, ki jih je v svojem literarnem ustvarjanju uporabljal znani pisatelj Mario Rigoni Stern, rojen v Schgenerju. V Roani narečna nemščina: Robaan (tam je dobro opremljen kulturni inštitut "Agustin Prunner"), v njenem okrožju Mezzaselva pa se deloma še vedno govori nemško narečje, medtem ko je v Asiagu in drugih skupnostih jezik izumrl in je dokumentiran le skozi imena polj in napisov.
V Luserni, približno 30 km severozahodno in lahko dostopni iz Asiaga preko prelaza Vezzena, po katerem je zelo enostavno voziti, je cimbrijski jezik zelo dobro ohranjen do danes.
Asiago je bil v prvi svetovni vojni skoraj popolnoma uničen. V 1930-ih so tik ob vasi, na majhni vzpetini Leiten, postavili istoimenski spomenik s kostnico. Tam počiva skoraj 54.300 vojakov različnih narodov. Na območju Asiaga je več italijanskih in avstro-ogrskih ovir, za katere so bili hudi boji predvsem v prvi polovici vojne.
Leta 2007 se je velika večina, 94 odstotkov prebivalcev vseh sedmih občin (Conco, Enego, Foza, Gallio, Lusiana, Roana in Rotzo) na referendumu odločila za ločitev od Benečije (Veneto) in priključitev k avtonomni pokrajini Trento. Institucionalna pot do te spremembe je dolga. V Benečiji vlada oster odpor do sprememb.

## Upravna razdelitev
Poleg občinskega sedeža Asiago občina vključuje tudi frakcijo Sasso in še dvanajst zaselkov ali razpršenih hiš, znanih tudi kot contrade: Ave, Klama, Longhini, Campomezzavia, Pènnar, Stocke, Laiten, Valdorco (prej Orkentaal), Ebene , Untargeicke, Podestà, Rodeghieri (prej Prüdegar), Bosco (prej Balde), Büscar, Tulle, Bortoni (prej Bortune), Làmara, Schacher, Oba, Valle (prej Taal), Vescovi (prej Bischofarna), Höllar, Rützer, Mosele , Mörar, Coda (prej Schbanz), Kaberlaba. Kontradi, ki pripadajo Sassu, so: Lobba, Chiesa, Mori, Grulli, Sprunch, Gianesoni, Colli, Cotti, Ecchelen, Ruggi, Caporai.

## Turizem
Danes je Asiago izletniška destinacija vse leto in priljubljeno letovišče na visoki ravni. V Asiago so se naselile tudi znane osebnosti (npr. Adriano Celentano).
Poleti mir narave (idealno območje za pohodništvo in kolesarjenje) privablja predvsem italijanske turiste. Pozimi se spremeni v cenjeno smučišče. Asiago ima športno letališče, ki ga uporabljajo predvsem jadralni piloti, igrišče za golf in drsališče, ki je dom enega najuspešnejših italijanskih hokejskih klubov - Asiago Hockey.

## Posebnost
Asiago je znan tudi po istoimenskem trdem siru (Asiago) z zaščiteno označbo porekla (DOP), ki je bil prej izdelan iz ovčjega mleka, zdaj pa iz kravjega mleka.

## Nagrada Asiago
Nagrada Asiago je znana kot oskar filatelističnega sveta. Od leta 1970 "Circolo Filatelico Numismatico Sette Comuni Asiago" (Numizmatično in filatelistično oddelek sedmih azijskih skupnosti) podeljuje nagrado za najbolje oblikovano poštno znamko leta.